# Giuseppe Baldo
Giuseppe Baldo   (Piombino Dese, 27 de juliol de 1914 - Montecatini-Terme, 31 de juliol de 2007) fou un futbolista italià que va competir durant la dècada de 1930.
Va començar la seva carrera futbolística al Calcio Padova abans de traslladar-se a Roma per jugar al SS Lazio el 1935. El 1936 va prendre part en els Jocs Olímpics d'Estiu de Berlín, on guanyà la medalla d'or en la competició de futbol. En aquests Jocs jugà els quatre partits. El 1937 fou finalista de la lliga italiana i de la Copa Mitropa.
Una vegada retirat continuà vinculat al futbol com a membre de la Federació Italiana de Futbol i del Comitè Olímpic Italià. Fou el darrer membre de la selecció olímpica italiana de 1936 en morir.